# 洛維特 (印第安納州)
洛維特（英語：Lovett）是位於美國印地安納州詹寧斯縣的一個非建制地區。該地的面積和人口皆未知。